# Beaujolais nouveau

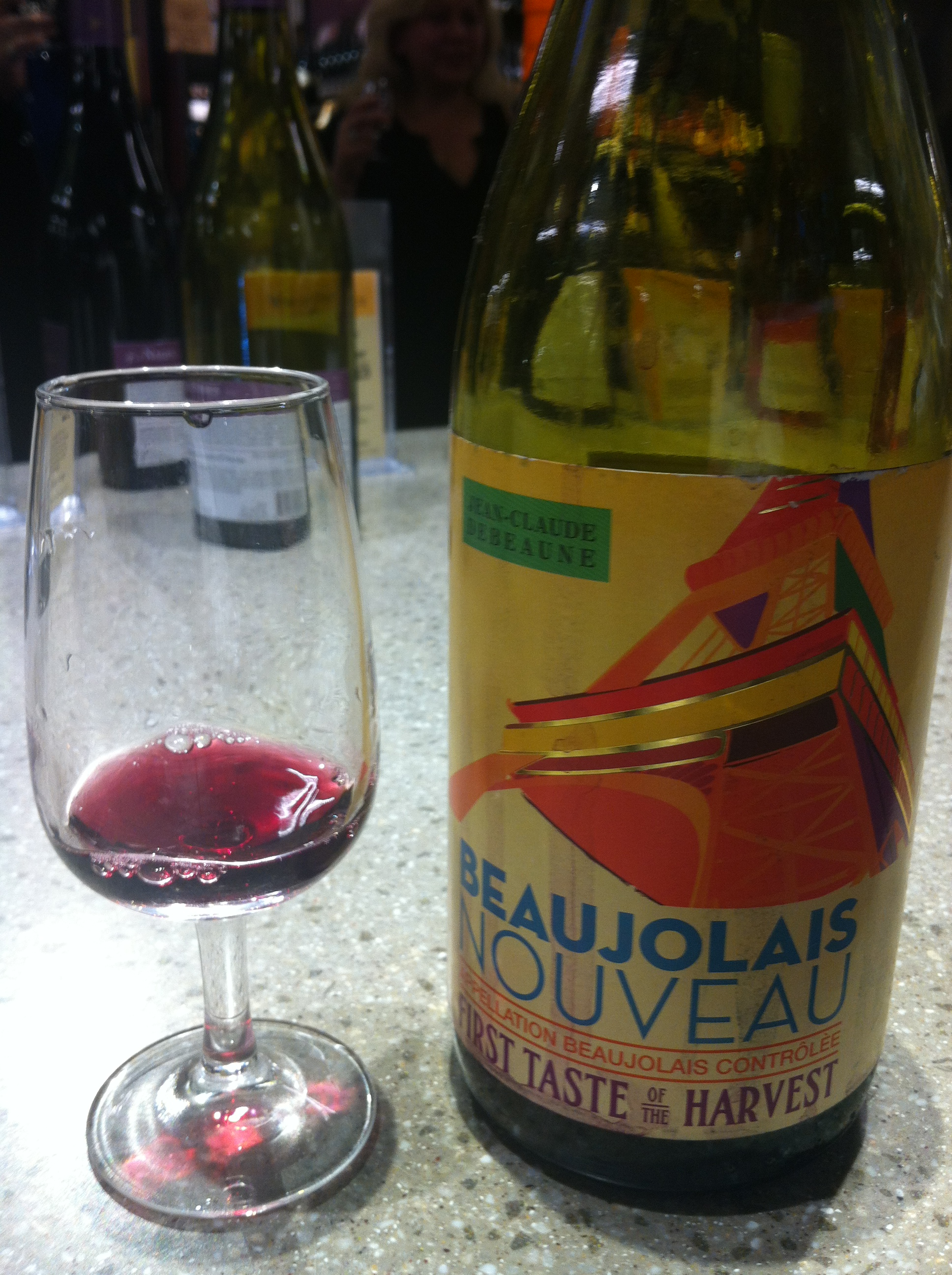
Uma garrafa do vinho Beaujolais nouveau.

Beaujolais nouveau (pronúncia em francês: [bo.ʒɔ.lɛ nu.vo]) é um vinho tinto feito de uvas Gamay cuja produção é feita na região francesa de Beaujolais. É o mais popular vin de primeur, fermentado por poucas semanas antes de ser comercializado na terceira quinta-feira de novembro. Esse "Dia do Beaujolais Nouveau" costumava ser objeto de muita propaganda, com disputas para fazer as primeiras garrafas chegarem a diferentes regiões do planeta. A prática de lançamento corrente é enviar as caixa do vinho com antecedência da data prevista e vendê-la a partir do primeiro minuto da terceira quinta-feira do mês de novembro no horário local.

## História

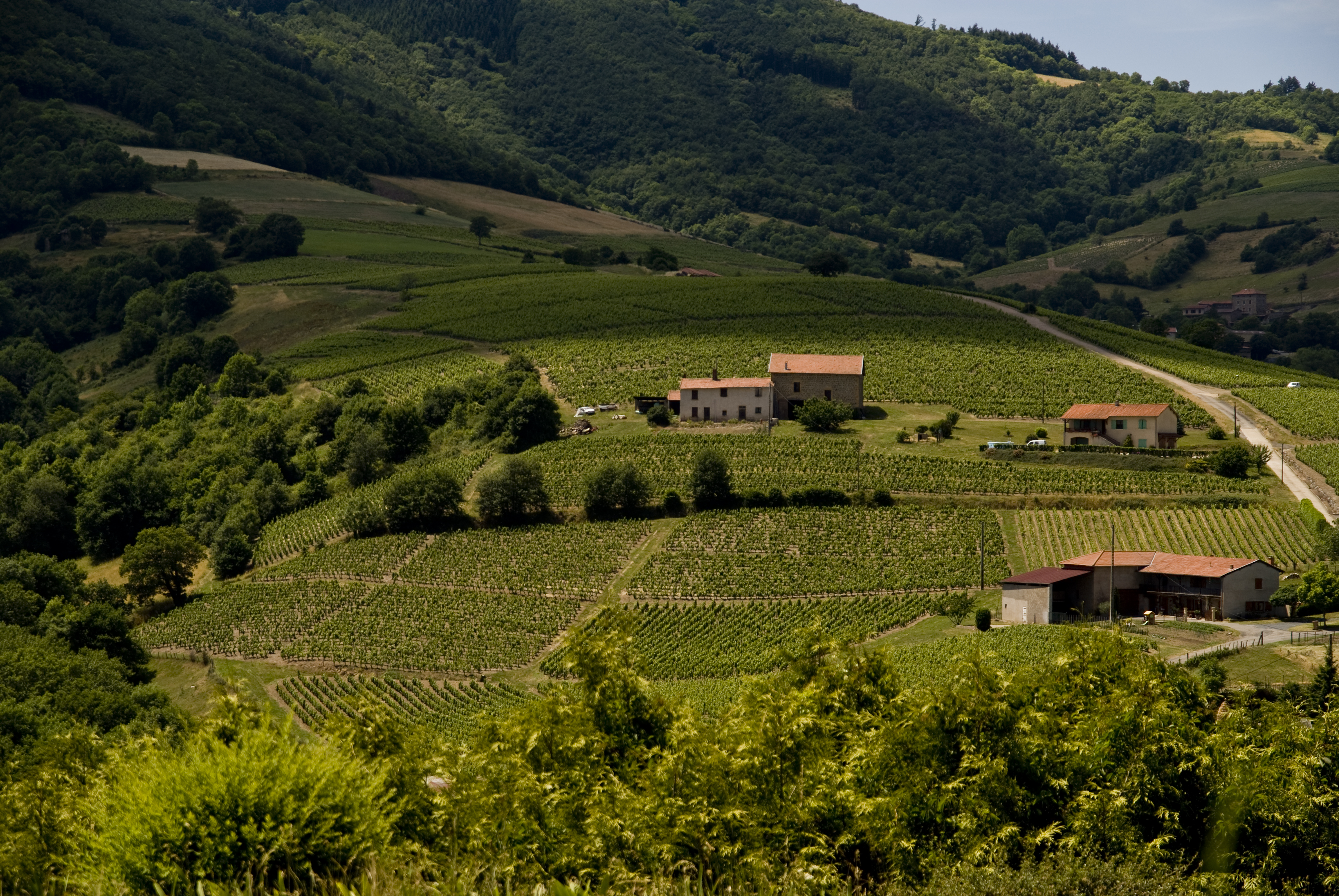
Vinhedos na região do vinho Beaujolais ao sul da Borgonha.

O Beaujolais sempre foi feito como vin de l'année para comemorar o fim da colheita, mas até a II Guerra Mundial seu consumo era apenas local. De fato, uma vez tendo a appellation d'origine contrôlée (AOC) do Beaujolais sido estabelecido em 1937, as regras da AOC determinavam que o vinho Beaujolais poderia ser vendido oficialmente apenas depois do dia 15 de dezembro no ano da colheita. As regras foram mudadas em 13 de novembro de 1951, e a Union Interprofessionnelle des Vins du Beaujolais (UIVB) formalmente estabeleceu 15 de novembro como a data de lançamento pela qual o Beaujolais nouveau ficaria conhecido.
Poucos membros da UIVB viram o potencial de marketing para Beaujolais nouveau. Não se tratava apenas de um modo de livrar-se de estoques de vin ordinaire ("vinho comum") com bons lucros, mas que vender vinho após poucas semanas da colheita era bom para o fluxo de caixa. Consequentemente a ideia nasceu numa corrida a Paris para levar as primeira garrafas da nova safra. Isto atraiu mais divulgação da mídia e na década de 1970 tornou-se um evento nacional. As corridas de distribuição espalharam-se para os países europeus vizinhos na década de 1980, seguidos pela América do Norte, e década de 1990 para a Ásia. Em 1985, a data foi mudada para a terceira quinta-feira do mês de novembro para obter maiores vantagens na comercialização durante o fim de semana subsequente.

## Produção

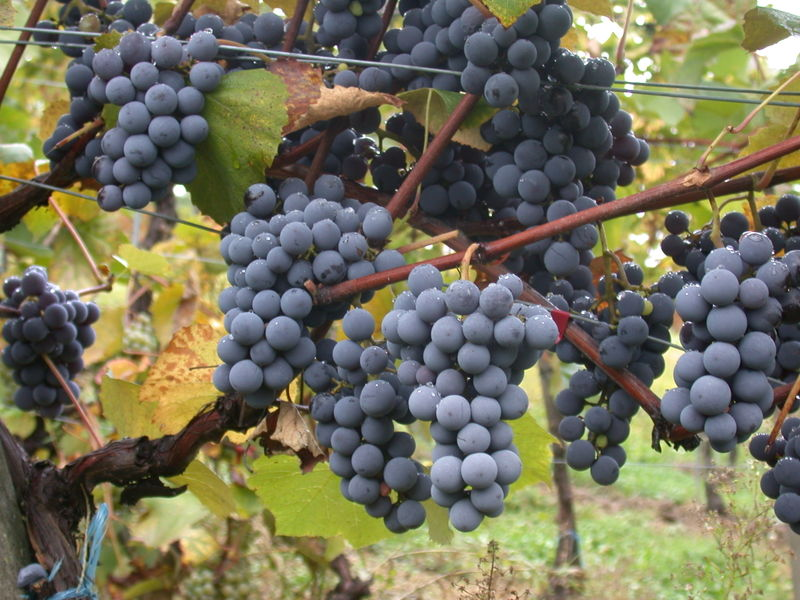
A uva Gamay é utilizada para produzir o Beaujolais nouveau.

O Beaujolais nouveau é feito com as uvas Gamay noir à Jus blanc grape, mais conhecidas como Gamay. As uvas devem vir da AOC  Beaujolais, excluídas aquelas de denominações "cru". Elas crescem em solos pedregosos e xistosos. Tanto o Beaujolais Nouveau e o Beaujolais-Villages Nouveau são produzidos ali; o último vem das 30 vilas "non-cru" da região.
Pela lei, todas as uvas da região devem ser colhidas manualmente. O vinho é feito através de maceração carbônica, no qual a fermentação anaeróbica dos frutos que enfatiza os sabores frutados sem a extração dos amargos taninos das cascas de uva. As uvas são levadas a grandes e selados recipientes, preenchidos com dióxido de carbono. As uvas são suavemente esmagadas no fundo do recipiente pelo peso das uvas que iniciaram o processo de fermentação, emitindo mais CO2. Todo esse dióxido de carbono provoca o processo de fermentação nas uvas não esmagadas (sem acesso ao oxigênio, daí o termo "fermentação anaeróbica"). O vinho resultante é fresco, frutado e com pouco tanino.

## Celebração
O "Dia do Beaujolais" é acompanhado por ações publicitárias e muita propaganda. O slogan tradicional, mesmo em países não francófonos, era "Le Beaujolais nouveau est arrivé!" (em francês: "O novo Beaujolais chegou!"), mas em 2005 foi mudado para "It's Beaujolais Nouveau Time!" ("É hora do Beaujolais Nouveau!") nos países anglófonos. Nos Estados Unidos, a bebida é promovida para o Dia de Ação de Graças, que ocorre na semana seguinte à do lançamento do vinho. Muitos produtores lançam garrafas com designs coloridos ou abstratos, que mudam a cada ano, geralmente como evolução do design do ano anterior.

## Estilo

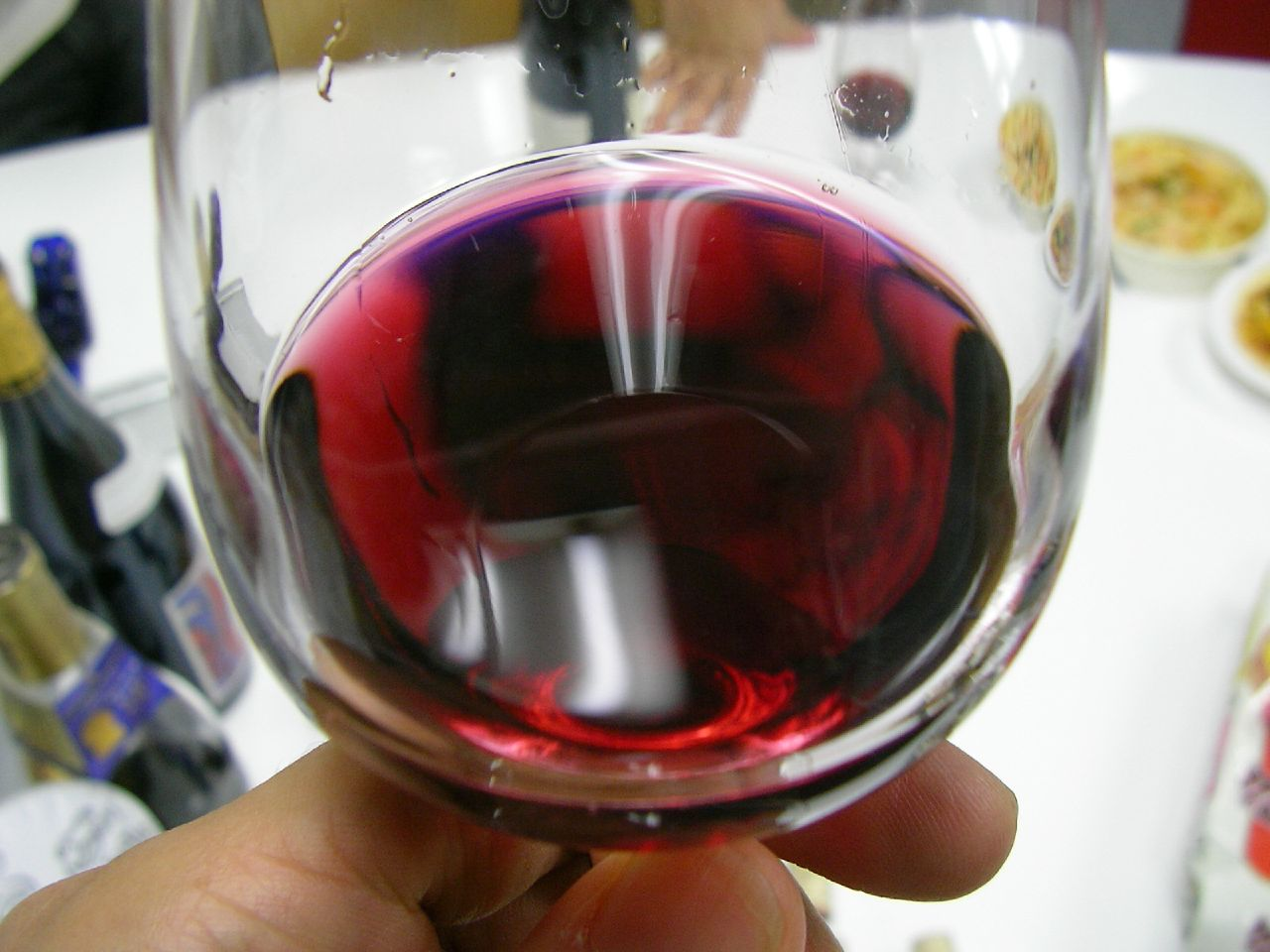
O vinho Beaujolais nouveau na taça.

O Beaujolais nouveau é um vinho em tons purpúreos, refletindo sua juventude, engarrafado apenas seis a oito semanas após a colheita. O método de produção faz com que haja pouco tanino e que o vinho esteja dominado por sabores frutados com propriedades estéricas, tais como banana, uva, morango, figo e pera. Recomenda-se servi-lo a 13°C.
Esse vinho é produzido para consumo imediato. Ainda que alguns nouveau possam ser mantidos por alguns anos, não razão a justificar isso, uma vez que ele não melhora com a idade. Como comparação, os outros vinhos Beaujolais AOC são lançados no ano seguinte ao da colheita e podem ser armazenados por um ou mais anos antes do consumo. Os vinhos possuem variação definida entre as safras e como tais podem ser considerados uma prévia indicativa da qualidade da safra regional de cada ano.
Por certo período no final da década de 1990 alguns críticos de vinhos consideraram o Beaujolais nouveau como simples ou imaturo, tais como a proeminente crítica Karen MacNeil, que disse: "Bebê-lo dá a quem o prova o mesmo prazer bobo como o de comer massa de cookie" Outro crítico, Robert M. Parker Jr., discorda, considerando tais opiniões "ridículas", descrevendo as melhores safras como "deliciosas, exuberantes, frescas, vibrantemente frutadas".

## Vinhos similares
O sucesso comercial do Beaujolais nouveau levou ao desenvolvimento de outros vinhos "primeur" em outras partes da França, tais como o Gaillac AOC, próximo a Toulouse.  Esses vinhos são tipicamente lançados na terceira quinta-feira de novembro, na mesma data dos vinhos em Beaujolais. A prática difundiu-se em outros países vitivinicultores, tais como a Itália ("Vino Novello"), Espanha ("vino nuevo") e os Estados Unidos ("nouveau wine").
Nos Estados Unidos, vários viticultores têm produzido vinhos nesse estilo, usando uvas das modalidades Gamay, Zinfandel, Tempranillo, Pinot noir e até mesmo Riesling.